# 小狗钱钱
《小狗钱钱》（德语：Kira Ein Hund Namens Money，直译“吉娅和名字是
钱的狗”），是德国的经济学家、文学家博多·舍费尔（德语：Bodo Schäfer）于1999年发表的一部儿童经济小说。中文版译为《小狗钱钱》。

## 故事简介
12岁的德国少女吉娅因为钱与自己的父母发生了争吵，因此对金钱有了抵触心理。吉娅十分喜欢小狗，有一天她偶然地救助了一只小狗，并给它起名为钱钱。小狗钱钱为了感谢吉娅，开口向吉娅说话，教给了吉娅基础的理财知识，让吉娅明白了理财的重要性。吉娅在小狗钱钱的指引下，培养了自己的理财意识，开始做兼职挣钱，希望能实现自己去美国游学的梦想。并且在这过程中，吉娅还帮助自己的父母度过了财务危机。最终，吉娅在13岁那年作为交换生去到了美国。

## 登场人物
- 吉娅·克劳斯米勒：故事的主人公
- 钱钱：偶然情况下吉娅救助的小狗
- 马塞尔：吉娅的同岁堂哥
- 莫妮卡：吉娅的好朋友
- 吉娅的父母：总是因为家庭财务状况而苦恼的吉娅父母
- 金先生：小狗钱钱原本的主人，因为交通事故弄丢了小狗。是一名金融专家。因为交通事故后身体还未痊愈，把小狗交给吉娅代养。
- 汉内坎普夫妇：付费请吉娅给自己遛狗
- 陶穆太太：交给吉娅关于钱和股票知识的老奶奶

## 中译版本
本部小说中译名均为《小狗钱钱》。
- 《小狗钱钱》，王钟欣、余茜译，中国工人出版社，2002年2月
- 《小狗钱钱》，王钟欣、余茜译， 南海出版公司，2009年2月
- 《小狗钱钱》，王钟欣、余茜译，四川少年儿童出版社，2014年3月
- 《小狗钱钱》，文燚译，中信出版集团，2021年2月